# Walter Severin
Walter Severin (* 26. Januar 1891 in Hagen; † 11. Juli 1960 in Berlin) war ein deutscher Buchhändler und Verleger. In den 1920er-Jahren galt Walter Severin als einer der prominentesten Buchhändler Deutschlands.

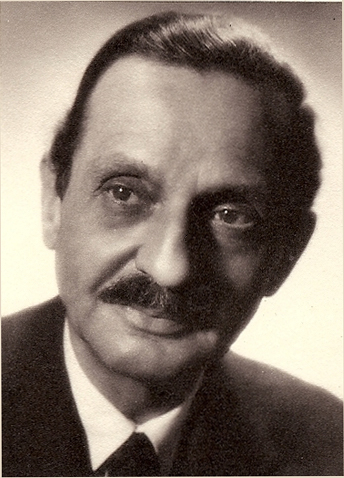
Walter Severin

## Leben
Walter Severin entstammte einer Familie Severin, die im 16. Jahrhundert in Bochum ihren Anfang nimmt, sich dann über Hattingen und Essen u. a. auch nach Hagen verbreitete. Seine Eltern waren der Kupferschmiedemeister in Hagen, Friedrich Adolf Bernhard Severin (1858–1926) und Ida, geborene Flottall (1868–1946).

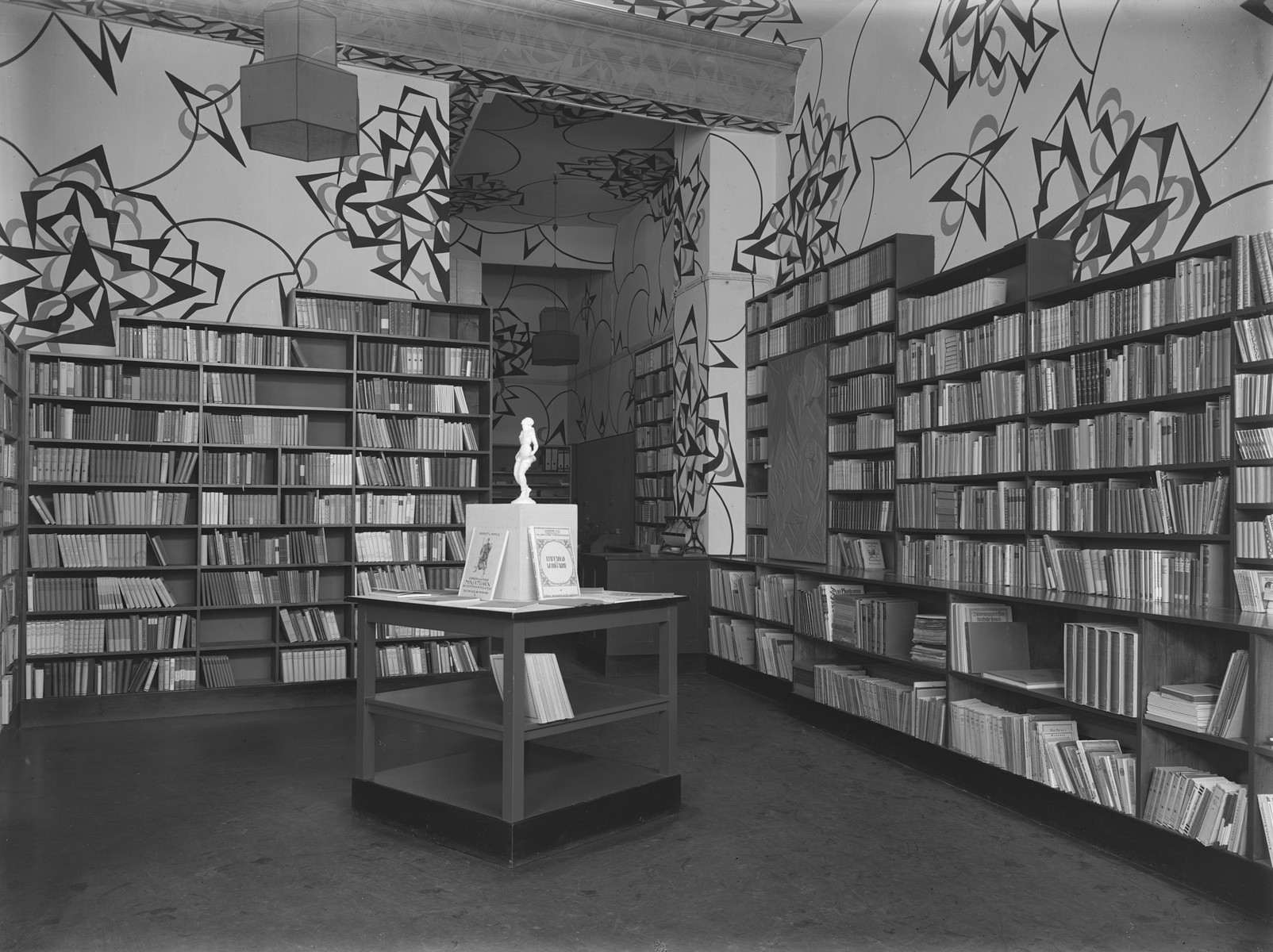
Innenansicht der von Albert Kranz dekorierten Bücherstube Walter Severin in Hagen (um 1919)

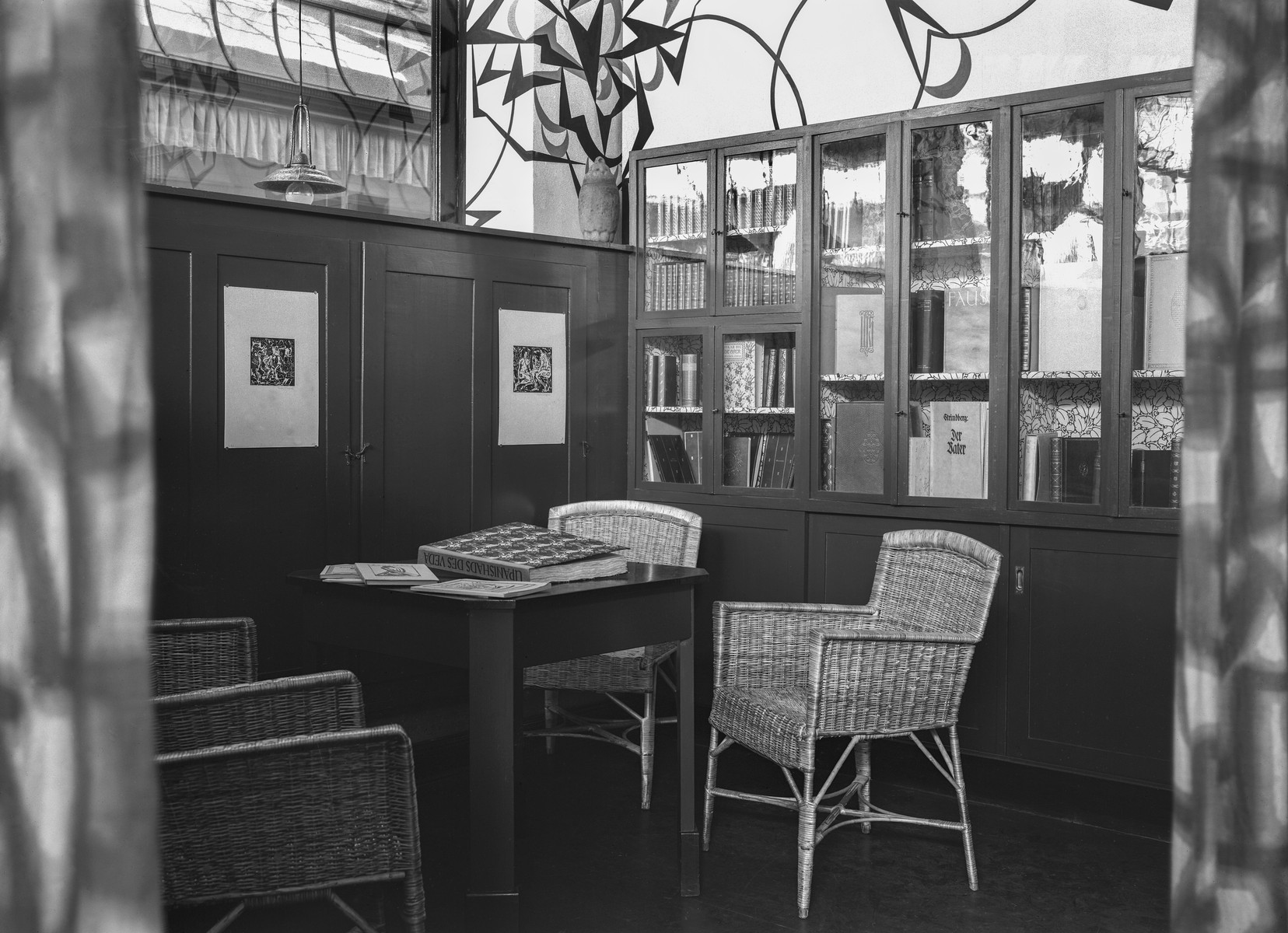
Innenansicht der von Albert Kranz dekorierten Bücherstube Walter Severin in Hagen (um 1919)

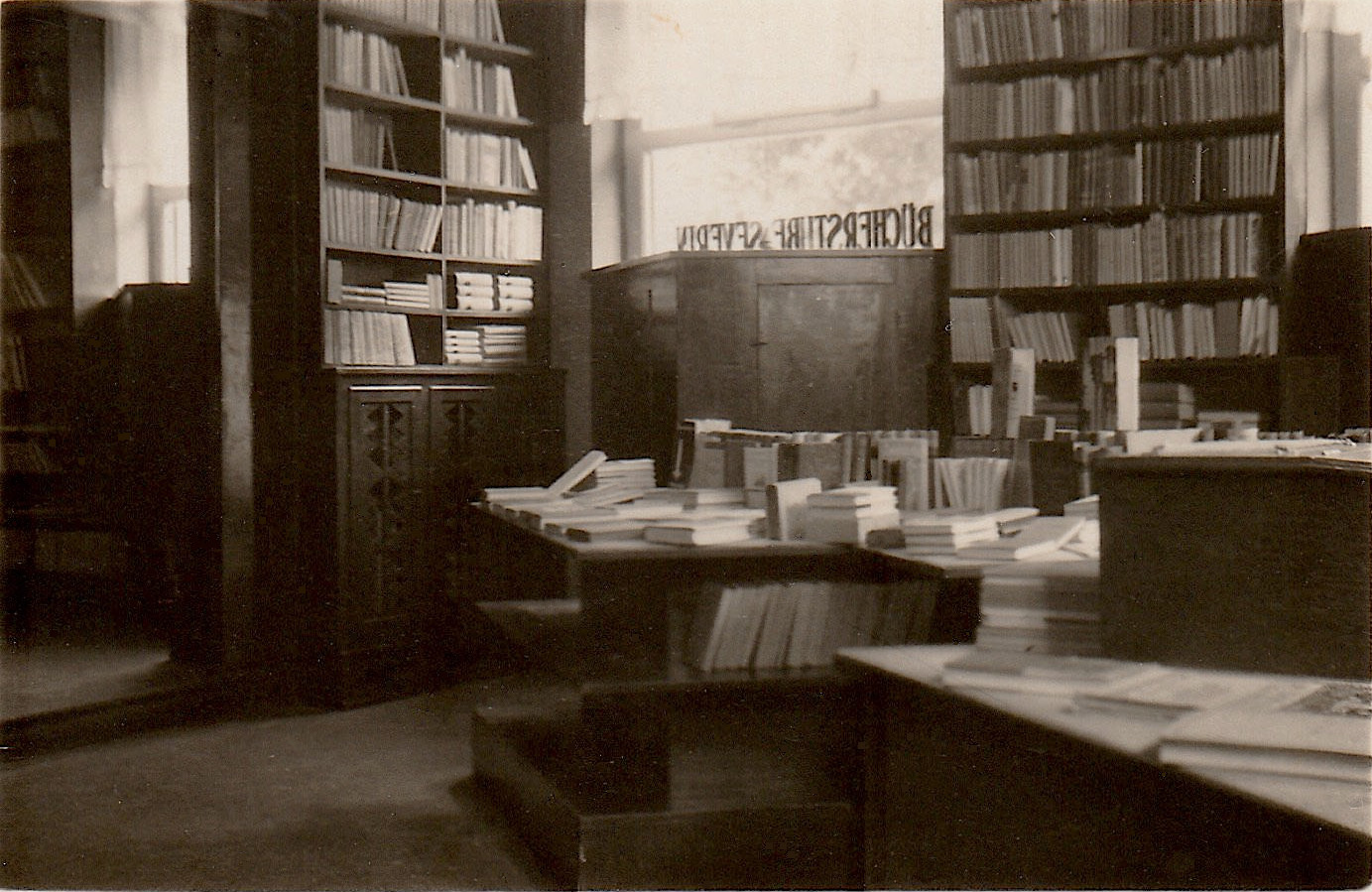
Innenansicht einer Filiale der Bücherstube Walter Severin

Severin ging nach seiner Buchhändlerlehre jeweils für zwei Jahre zunächst nach Hamburg zu Weitbrecht & Marissal und anschließend nach München zu Hugendubel. Nach dem Ersten Weltkrieg kehrte Walter Severin nach Hagen zurück und eröffnete dort am 1. Oktober 1919, sicherlich unter dem Einfluss des Mäzens Karl Ernst Osthaus, seine erste Bücherstube Walter Severin in der Elberfelderstraße 8, in der Rathauspassage im Stadtzentrum von Hagen. In der Folge erschienen von Albert Kranz gestaltete Anzeigen in der lokalen Presse, die auf die Neugründung der Bücherstube W. Severin hinwiesen. Im Zuge der von Horst Stobbe in München begründeten Bücherstubenbewegung standen jetzt auch bei W. Severin die Bücher für Interessierte in den Regalen frei zugänglich. Heute selbstverständlich, damals jedoch eine große Neuheit. Denn bis dahin mussten alle, ähnlich wie in Lebensmittelgeschäften oder Apotheken, an die Theke treten und den Buchhändler bitten, ihnen das Buch, das sie kaufen mochten, zu reichen. Eine weitere und für die damalige Zeit besondere Innovation war der Leseraum. Auch dieser war von Albert Kranz expressionistisch gestaltet. Hier standen Korbstühle, ein Tisch mit einer Skulptur darauf, in den umstehenden Regalen standen die Bücher und es gab Kunstmappen und weitere Kleinskulpturen zum Verkauf. (Abbildungen) Walter Severin expandierte 1922 mit einer Filiale in Essen (Huyssenalle 58/60, später Kettwiger Straße 32) und 1923 mit einer weiteren in Bochum (Bongardstraße 27). Pitt Severin, der Sohn, erinnert sich: „Prominente Autoren der Zeit kamen zu Lesungen, höchst angeregte und anregende Diskussionen über Neuerscheinungen zogen engagierte Leser an, Kunstausstellungen von aussergewöhnlichem Rang erweiterten den Interessentenkreis.“ Und weiter: „Bei meinen Eltern versammelten sich in kleinem Kreise Schriftsteller und Dichter, ich erinnere mich, wenn meist auch nur noch schemenhaft und flüchtig, an Norbert Jacques, Francis Jammes, an Carossa, Hans Franck, Alfred Flechtheim, an Ernst Rowohlt, Jacob Hegener und andere große Verleger, Ernst Fuhrmann, Karl With, etc.“ Teile des Briefwechsels werden heute in der Handschriftenabteilung der Dortmunder Stadt- und Landesbibliothek aufbewahrt.

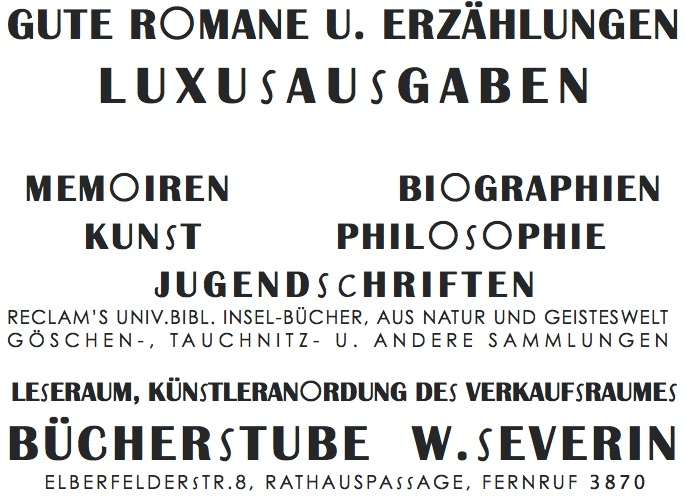
Textanzeige der Bücherstube W. Severin von 1920

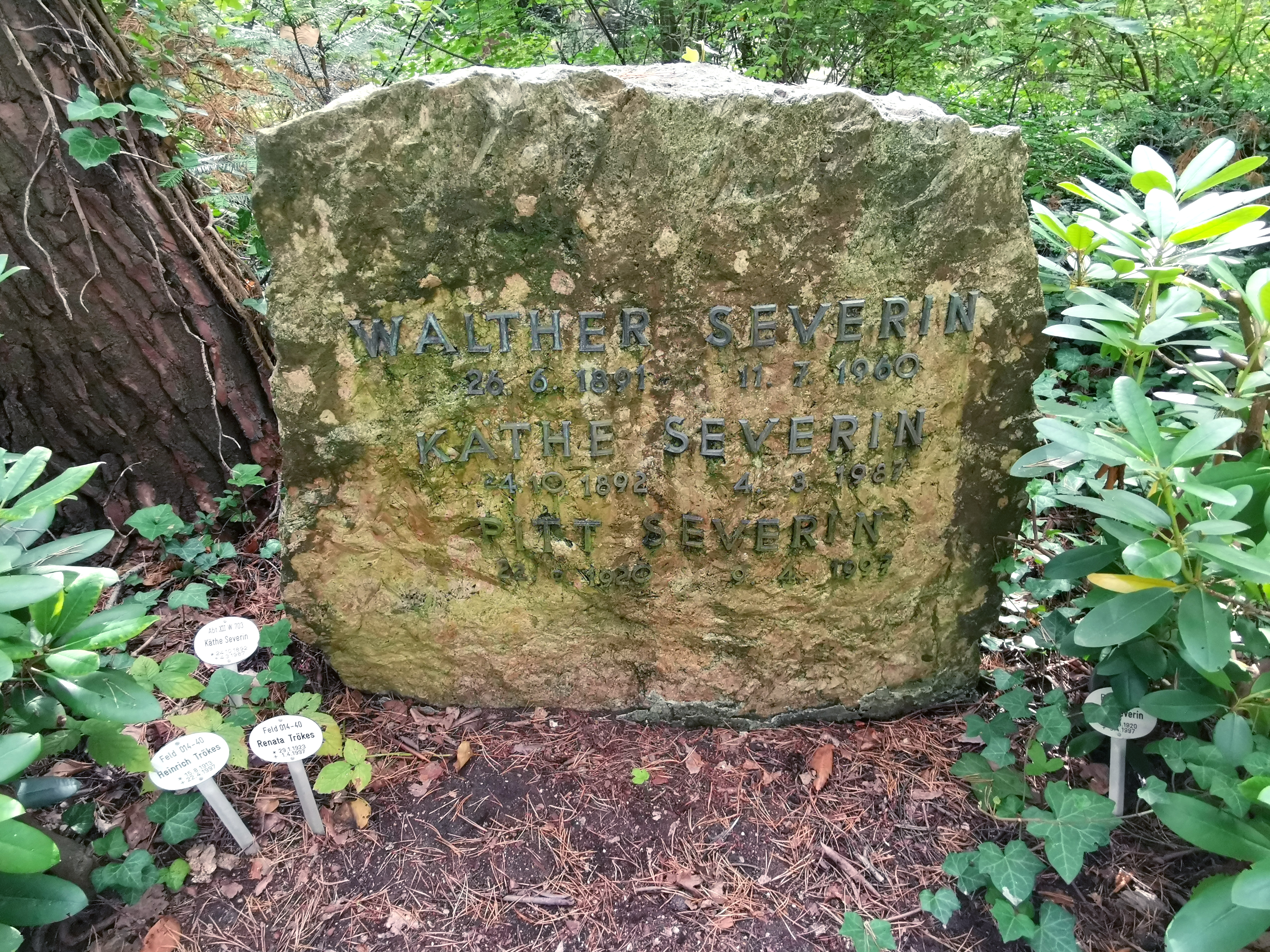
Grabstelle auf dem Waldfriedhof Zehlendorf in Berlin

In den 1920er-Jahren expandierte Severin und gründete zunächst um 1922 eine weitere Bücherstube in Essen (Huyssenallee 58/60), 1924 eine in Bochum (Bongardstraße 27) und eine vierte in Triest. 1927 zog die Hagener Filiale innerhalb der Stadt in größere Räume, in das von den Architekten Demuth & Köhler errichtete Haus in der Hohenzollernstraße 3–7.
Walter Severin war mit Käthe, geb. Bernstein (1892–1987), einer Fotografin aus Neustettin verheiratet. Sie war bis 1919 als Fotografin am von Karl Ernst Osthaus gegründeten Museum Folkwang angestellt. Auf sie ging der Kontakt zu dem wichtigsten Fotografen der Neuen Sachlichkeit in Deutschland, Albert Renger-Patzsch, zurück, der ihr Nachfolger am Folkwang wurde. Walter Severin hatte mit Käthe drei Kinder: Den Fotografen und Journalisten Pitt Severin (1920–1997), die Gärtnerin und Gartenarchitektin Renata Trökes, geb. Severin (1923–1997) und den Journalisten, Filmproduzenten, Verleger und Bauunternehmer Jochen Severin (1927–1995). Von 1920 bis 1930 lebte die Familie in der Künstlerkolonie Hohenhagen am Stirnband im Stadtteil Hagen/Eppenhausen im von Mathieu Lauweriks entworfenen Thorn-Prikker-Haus.
Mit der Weltwirtschaftskrise Ende der 1920er-Jahre und dem Ende der Weimarer Republik und aufgrund zunehmender Drangsalierungen der Nationalsozialisten beendete Walter Severin seine Aktivitäten als Bücherstubenbetreiber und die Familie zog nach Berlin. Hier wurde Severin Vertreter für die Verlage Fischer, Herbig und Rowohlt. Durch seine Ehe mit der Jüdin Käthe galt er, nach der nationalsozialistischen Ideologie als „jüdisch versippt“ und wurde deshalb nicht zur Reichsschrifttumskammer zugelassen. Er wurde zudem aufgefordert, sich von seiner Frau zu trennen, was er jedoch ablehnte und damit nicht nur diese, sondern auch seine Kinder rettete.

## Verlegte Bücher und Künstler-Mappen
- Fahrtenlieder. Gesammelt und zusammengestellt von Fritz Sotke (Hrsg.) (2. vermehrte Aufl.); Walter Severin, Hagen 1922
- Hagen. Ein Haus- und Heimatbuch. Ernst Lorenzen; Walter Severin, Hagen 1922
- Das Rüpellieder-Buch. Von Landsknechten, Kriegsleuten und wilden Gesellen. Die Rüpel im „Wandervogel“, Walter Severin, Hagen 1922
- Regula Kreuzfeind. Legende. Albrecht Schaeffer; Walter Severin, Essen und Hagen 1923.
- Totentanz – Nach den Lübecker Drucken von 1463 und 1520, Hans Holtorf; Walter Severin, Hagen 1923
- Eberhard Viegener: Passion. (Seht welch ein Mensch.) 7 Holzschnitte, ein achter Holzschnitt am Deckblatt. (Gesamtauflage 30 Exemplare, davon 10 handkoloriert) 1921
- Wolken und Berge. Otto Rodewald, Mappe; 7 Radierungen und eine Original-Zeichnung in Graphit auf China angefertigt. Hagen 1923[6]
- Die Arbeit. Hermann Kätelhön; Scenen aus dem Bergarbeiterleben in der Grube und vor Ort […]. 3 Folgen mit je 12 bis 14 Radierungen, Holzschnitten und Lithographien